# 게이브리얼 번
게이브리얼 번(Gabriel Byrne, 1950년 5월 12일 ~ )은 아일랜드의 배우이다. 번은 골든 글로브상 수상자이며, 그래미상에 1번, 프라임타임 에미상에 2번, 토니상에 2번 후보로 올랐다. 2009년 가디언지는 번을 아카데미상 후보에 오른 적이 없는 최고의 배우 중 한 명으로 선정했다. 2018년 아일랜드 영화&텔레비전 아카데미로부터 평생 공로상을 수상했으며, 2020년 아이리시 타임스가 선정한 역대 위대한 아일랜드 배우 17위에 올랐다.
포커스 극장에서 연기 경력을 시작한 번은 1979년 런던 로열 코트 극장에 합류했다. 번의 첫 영상 연기는 1978년 아일랜드 드라마 《더 리오던스》에 출연한 것이다.
번은 《엑스칼리버》(1981), 《마법의 기사》(1987), 《밀러스 크로싱》(1990), 《작은 아씨들》(1994), 《데드 맨》(1995), 《유주얼 서스펙트》(1995), 《아이언 마스크》(1998), 《에너미 오브 스테이트》(1998), 《베니티 페어》(2004), 《33》(2015), 《유전》(2018) 등의 영화에 출연하였다. 또한 《아버지의 이름으로》(1993)를 제작하였으며, 캐서린 오하라와 재러드 레토가 주연한 성장 영화 《더 라스트 오브 더 하이 킹스》(1996)의 각본을 공동 집필했다.
브로드웨이 공연 활동을 통해 번은 유진 오닐의 연극 《불출들의 달》(2000)과 《밤으로의 긴 여로》(2016)로 토니상 연극 부문 남우주연상 후보에 두 번 지명되었다. 텔레비전 분야에서는 HBO 드라마 《인 트리트먼트》(2008-10)에서 폴 웨스턴 역을 맡아 프라임타임 에미상 드라마 부문 남우주연상 후보로 두 번 지명되었으며 골든 글로브상 텔레비전 드라마 부문 남우주연상을 수상했다. 다른 주요 TV 출연작으로는 《바이킹스》(2013), 《매니악》(2018) 등이 있다.

## 작품 목록

### 영화 출연
- 엑스칼리버 (1981)
- 악마의 성 (1983)
- 고딕 (1986)
- 마법의 기사 (1987, Lionheart)
- 줄리아 줄리아 (1987)
- 씨에스타 (1987)
- 위험한 파티 (1989)
- 밀러스 크로싱 (1990)
- 난파선 (1990)
- 쿨 월드 (1992)
- 니나 (1993)
- 위험한 여인 (1993)
- 작은 아씨들 (1994)
- 프린스 오브 주틀랜드 (1994)
- 유주얼 서스펙트 (1995)
- 데드 맨 (1995)
- 프랭키 스타라이트 (1995)
- 트리거해피 (1995)
- 센스 오브 스노우 (1997)
- 폭력의 종말 (1997)
- 아이언 마스크 (1998)
- 매직 스워드 (1998)
- 에너미 오브 스테이트 (1998)
- 스티그마타 (1999)
- 엔드 오브 데이즈 (1999)
- 스파이더 (2002)
- 고스트 쉽 (2002)
- 쉐이드 (2003)
- 베니티 페어 (2004)
- 산 루이스 레이의 다리 (2004)
- 어썰트 13 (2005)
- 아이, 애나 (2012)
- 뱀파이어 아카데미 (2014)
- 33 (2015)
- 라우더 댄 밤즈 (2015)
- 라이즈 위 텔 (2017, Lies We Tell)
- 매드 투 비 노멀 (2017, Mad to Be Normal)
- 언 L.A. 미니트 (2018, An L.A. Minute)
- 유전 (2018) - 스티브 그레이엄 역
- 사라진 소녀들 (2020) - 리처드 도머 역
- 람보르기니: 전설이 된 남자 (2022)
- 발레리나 (2024)

### 영화 제작
- 아버지의 이름으로 (1993)

### 영화 각본
- 더 라스트 오브 더 하이 킹스 (1996, The Last of the High Kings)

### 텔레비전 출연
- 더 리오던스 (1978-79, The Riordans)
- 바그너 (1983)
- 새터데이 나이트 라이브 (1995)
- 인 트리트먼트 (2008-10)
- 바이킹스 (2013)
- 마르코 폴로 (2016)
- 매니악 (2018)